# المتحف الحربي (السودان)
هو دار للوثائق الحربية السودانية تحفظ مقتنيات القوات المسلحة السودانية وتوثق لتاريخها وهو يهدف الي تحديد القواعد القياسية العامة التي صاغت تاريخ , و زمن الحروب والحملات الحربية والمواقع و المعارك التي خاضتها الجيوش عبر الحقبة التاريخية الماضية.
يقع المتحف الحربي داخل مبني قلعة قوة دفاع السودان - مدرسة الصيانة سابقاً - , في شارع الطابية جوار نفق شارع بري ويحوي الكثير من المقتنيات الأثرية الحربية .

## واجبات المتحف الحربي
المتحف الحربي يعتبر أداة تثقيف وبث للوعي المتحفي و التاريخي للمواطن وربطه بقواته المسلحة وتسجيل وتوثيق التاريخ العسكري منذ أقدم العصور وحتى يومنا هذا.
إجراء البحوث والدراسات في مجال التاريخ العسكري بهدف الاستفادة منها في تطور القوات المسلحة ,جمع وحفظ المقتنيات العسكرية الأثرية من قطع الأسلحة والمعدات والآليات والوثائق المسلحة .
بث الوعي بالتوجيه والإرشاد المتحفي بغرض توعية المواطن بتاريخ وطنه وربطه بالقوات المسلحة ,تثقيف وتنوير العسكريين والمدنيين عن إنجازات قواتهم المسلحة ,و القيام بمعارض متحركة للولايات تعكس وتسجل التاريخ العسكري , رصد ذكريات المحاربين القدامى بما يحفظ ويسجل التاريخ العسكري.
دراسة تاريخ القوات المسلحة وإبراز تسلسل تطور فن الحروب .

## تاريخ المتحف الحربي
ظل المتحف الحربي كإدارة تحت مسمى إدارة المتاحف والآثار العسكرية منذ عام 1998 ـ 2007 يؤدي مهامه وجمع كل المقتنيات الواردة بالعهدة ووثق لأكثر من أربعين وحدة عسكرية داخل إصدارة المتحف الحربي كما سجل عدة حلقات مع القادة القدامى.
ثم انفصل كإدارة المتاحف والمعارض والتاريخ العسكري لتكون إدارة قائمة بذاتها تتبع لنائب رئيس الأركان المشتركة .

## وصلات خارجية
وزارة الدفاع السودانية